# Bassevelle
Bassevelle är en kommun i departementet Seine-et-Marne i regionen Île-de-France i norra Frankrike. Kommunen ligger i kantonen La Ferté-sous-Jouarre som tillhör arrondissementet Meaux. År 2022 hade Bassevelle 385 invånare.

## Befolkningsutveckling
Antalet invånare i kommunen Bassevelle
| Referens: INSEE |